# Calodexia mexicana
Calodexia mexicana är en tvåvingeart som först beskrevs av Townsend 1915.  Calodexia mexicana ingår i släktet Calodexia och familjen parasitflugor. Inga underarter finns listade.